# Nothing Lasts Forever
Nothing Lasts Forever ist ein Lied des deutschen DJ- und Produzentenduos Michael Mind Project aus dem Jahr 2012, in Zusammenarbeit mit dem US-amerikanischen Sänger Dante Thomas.

## Entstehung und Veröffentlichung
Der Liedtext zu Nothing Lasts Forever wurde gemeinsam von Old Silverback und Jenson Vaughan verfasste, während die Musik von Frank Bülles und Michael-Mind-Project-Mitglied Jens Kindervater komponiert wurde. Die Produktion erfolgte durch das Michael Mind Project.
Die Erstveröffentlichung von Nothing Lasts Forever erfolgte als Single am 14. September 2012 bei Kontor Records. Diese erschien als digitale Maxi-Single mit fünf verschiedenen Versionen des Liedes (Katalognummer: 4250117623555). Am 4. Januar 2013 erschien das Lied als Teil von State of Mind (Katalognummer: 1062635KON), dem zweiten Studioalbum des Musikprojektes.

## Musikvideo
Das offizielle Musikvideo wurde am 14. September 2012, parallel mit der Singleveröffentlichung, auf dem offiziellen YouTube-Kanal des Musiklabels Kontor Records hochgeladen. Das Video beginnt mit dem DJ-Duo Michael Mind Project. Es fährt durch die Straßen von New York. Daraufhin ist eine junge Frau, die im Bett liegt, zu sehen. Die Szenen werden abwechselnd gezeigt und die beiden Männer biegen in Richtung Manhattan ab, vorbei an Basketballspielern und mit Graffiti bespritzten Mauern. Die Frau steigt aus dem Bett und geht joggen. Während ihres Laufs hält sie an einer Bank an und beginnt sich zu dehnen und Liegestützen zu machen. Dann steigt die Frau wieder die Treppen zu ihrem Hotelzimmer hinauf um sich zu duschen. Nachdem sie fertig ist klingelt ihr Handy und sie schaut auf die Uhr, während sie mit den beiden Männern telefoniert. Die junge Frau holt aus einer Schublade eine Pistole und eine Maske und legt sie in eine Tüte, während die beiden Männer von Michael Mind in einem Auto warten und währenddessen etwas essen und trinken. Die Frau zieht schwarze Klamotten an und geht zu einer Bank. Hinter einer Mauer holt sie noch einmal ihre Pistole aus der Tüte und zieht die schwarze Strumpfmaske über ihren Kopf. Dann stürmt sie in die Bank. Kurze Zeit später erscheint sie wieder hinter der Mauer, mit der Tüte in der jetzt das Geld gemeinsam mit der Waffe und der Maske ist. Sie hält ein Taxi und fährt zu den beiden Männern. Dort steigt sie in deren Auto und sie werfen einen Blick in die Tüte mit den Geldbündeln. Zufrieden huscht den dreien ein Lächeln übers Gesicht und sie starten den Motor und entwischen vom Tatort. Nach einer Woche wurde das Video über 300.000 mal angeklickt.

## Rezeption
Das Lied erhielt überwiegend positive Kritiken, wurde jedoch mit Dancing in London des Schweizer Musikers Patrick Miller verglichen. Kritikern der Seite Urban Music störte es aber nicht:
Wir wussten schon im Voraus, das Michael Mind Project an einem neuen Song arbeitet. Nun ist er draussen. Es ist hört sich ein bisschen nach Patrick Miller an aber dies tut nichts zur Sache. Das Video wurde in New York gedreht und nun viel Spass mit 'Nothing Lasts Forever'.

## Chartplatzierungen
Nothing Lasts Forever avancierte zum Charthit in der Schweiz (Rang 26), Österreich (Rang 34) und Deutschland (Rang 40).
| ChartsChartplatzierungen | Höchstplatzierung | Wochen |
| ------------------------ | ----------------- | ------ |
| Deutschland (GfK)        | 40 (3 Wo.)        | 3      |
| Österreich (Ö3)          | 34 (3 Wo.)        | 3      |
| Schweiz (IFPI)           | 26 (2 Wo.)        | 2      |